# Strelna (Fluss)
Die Strelna (russisch Стрельна) ist ein 213 km langer Fluss im Süden der Halbinsel Kola in der Oblast Murmansk in Russland.
Der Fluss entwässert ein Gebiet von 2770 km² und hat an seiner Mündung einen mittleren Abfluss von 31,3 m³/s. Während der Schneeschmelze im Mai und Juni erreicht der Fluss die höchsten Abflussmengen. Der Fluss entspringt im Innern der Kola-Halbinsel südlich des Ponoi. Von dort fließt der Fluss überwiegend in südlicher Richtung und mündet schließlich in das Weiße Meer. Der größte Nebenfluss der Strelna ist die Berjosowaja.